# Schloss Langquart

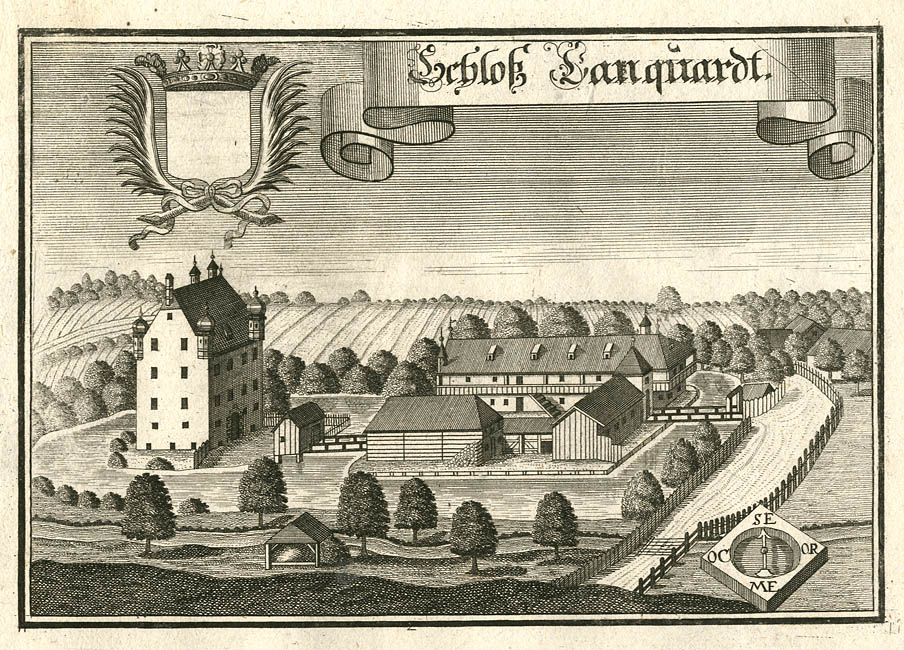
Schloss Langquart nach einem Stich von Michael Wening (um 1726)

Das Schloss Langquart ist ein abgegangenes mittelalterliches Schloss nahe von Bonbruck, einem Gemeindeteil der niederbayerischen Gemeinde Bodenkirchen im Landkreis Landshut. Die Anlage wird als Bodendenkmal unter der Aktennummer D-2-7540-0015 mit der Beschreibung „verebneter Burgstall des Mittelalters sowie untertägige mittelalterliche und frühneuzeitliche Befunde im Bereich des abgegangenen Schlosses Langquart in Bonbruck, darunter Spuren von Nebengebäuden, Vorgängerbauten bzw. älterer Bauphasen“ geführt.

## Geschichte
Der Name Langquart bedeutet einen langen Anfahrtsweg im sumpfigen Flussgelände zu einer Brücke, hier im Speziellen eine Furt oder ein Dammweg entlang der Bina zu der Brücke von Bonbruck. 
Die Hofmark Langquart war 1492 ein Adelssitz der Reikher, die südlich der Bina großen Landbesitz hatten und denen auch das Schloss Teufenbach bei St. Florian am Inn gehörte. Nach Wiguleus Hund besaß „Simon Reikher zu Lanckwart“ den Besitz. 1506 wir der Sitz „Lannerkwad“ im Gerichte Biburg bestätigt, den 1558 „Sebastian und Christoph die Reikher“ innehaben. 1580 kam ein Teil der Hofmark Langquart durch Abwanderung des Christoph Reikher nach Österreich an den Herzog von Bayern, denn in diesem Jahr verzeichnet das Landgericht Biburg als Besitzer des Herzogslehens zu Langquart Hans Hack von Harbach, der damals herzoglicher Pfleger von Geisenhausen war. Christoph Reikhers Bruder Sebastian hinterließ zwei junge Kinder namens Sebastian und Cordula, von denen Sebastian nach seiner Volljährigkeit den Sitz Teufenbach erhielt, während der andere Teil der Hofmark Langquart an seine Schwester Cordula und deren Gatten Moritz von Hackledt fiel. Diese Verhältnisse finden sich 1580 in den "Grenz-, Güter- und Volksbeschreibungen" des Landgerichts Schärding beschrieben. 
Von 1597 bis 1641 ist der Sitz Langquart zusammen mit der Hofmark Angerbach als Besitz des Heinrich Neuburger, Pfleger zu Osterhofen, nachgewiesen. Er stammte aus einem bayerischen Geschlecht, das zum sozialen Kreis der aus dem Bürgertum hervorgegangenen landesfürstlichen Beamtenfamilien zählte und sein Stammhaus in Pasing bei München hatte. Später erscheinen die Neuburger auch auf Schloss Teufenbach im Innviertel. 1619 ist von dem Schloss Langquart die Rede. 1641 gehörte der Sitz noch den Herren von Neuburg, deren Erbe bis 1676 Albrecht Everhard, kurfürstlicher Rat und Rentmeister in Amberg, war. Um 1696 trat Graf von Cessana und Colle das Erbe der Everhards an. 1780 wird die Reichsgräfin Maria Theresia Eleonora von Cessana und Colle auf Langquart und Ponbruck im Besitz von Kollersaich genannt. Von ihr gingen die Hofmarken Langquart und Bonbruck testamentarisch an Sigmund Freiherr von Guggenmoos über. 

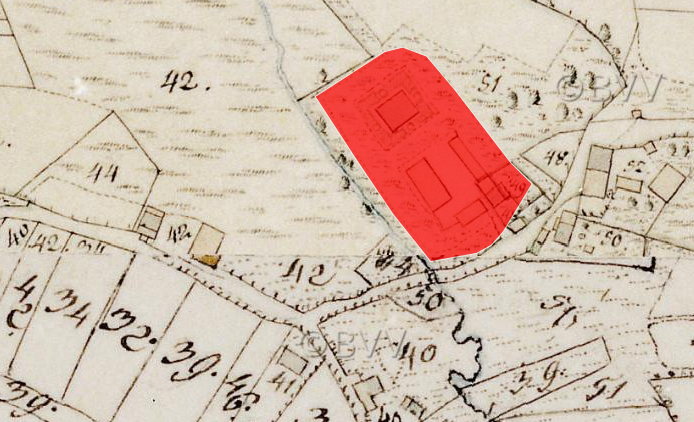
Lageplan von Schloss Langquart auf dem Urkataster von Bayern

## Beschreibung
Das Schloss Langquart lag unmittelbar östlich der Bina und etwa 700 m nordöstlich von der Pfarrkirche St. Mariae Himmelfahrt in Bonbruck. Die rechteckige Anlage war (einschließlich des 7 m breiten Wassergrabens) 40 lang und 30 m breit. Nach dem Stich von Michael Wening führte von Osten eine hölzerne Brücke zu einem Torhaus aus Holz und weiter zu dem Schlossgebäude. Dieses hohe Gebäude war vierstöckig und mit einem steilen Krüppelwalmdach gedeckt; an der Schmalseite befanden sich zwei und an der Breitseite vier Fensterachsen. An den vier Ecken befanden sich Pfefferbüchsen, die jeweils mit kleinen Kuppeltürmchen gedeckt waren. Auf dem in Form einer liegenden Acht von dem Wassergraben umschlossenen Areal befand sich auch ein einstöckiger, langgezogener Gutshof mit weiteren landwirtschaftlichen Gebäuden. Auch diese waren über eine hölzerne Brücke erreichbar. Noch im frühen 19. Jahrhundert war die Anlage in dieser Form erhalten, nur der Wassergraben um die landwirtschaftlichen Gebäude war zugeschüttet. Heute ist von den neben dem Sportplatz Bonbruck liegenden Bauten nichts mehr zu erkennen, alles ist unter einer Wiese verborgen.